# Tajmir-öböl
A Tajmir-öböl (oroszul: Таймырский залив /Tajmirszkij zaliv/  vagy Таймырская губа /Tajmirszkaja guba/) a Kara-tenger egyik öble, a Tajmir-félsziget északkeleti részén, az Alsó-Tajmir folyó torkolatánál. Közigazgatásilag Oroszország Krasznojarszki határterületéhez, annak Tajmiri Dolgan–Nyenyec járásához tartozik és a Nagy Sarki Állami Természetvédelmi Terület (Государственный природный заповедник Большой Арктический /Goszudarsztvennij Prirodnij Zapovednyik Bolsoj Arktyicseszkij/) része.

## Jellemzői
Az öböl általában 9 hónapig teljesen be van fagyva, de a nyári hónapokban sem teljesen jégmentes. Jellemző halfajai az alpesi pisztráng (Salvelinus alpinus) és a Marénaformák (Coregoninae) alcsaládjába tartozó törpemaréna és Coregonus muksun, illetve a hasonló fajok. Partvidéke, a zord időjárás miatt lakatlan. 
A partok állatvilágát jellemzően a lemming, a sarki róka és a rénszarvas alkotja.
A Tajmir-sziget az öböl szájától kb. 60 km-re nyugatra fekszik. Az Oszkár-fokon túl, mely az Oszkár-félsziget csúcsa és az öböl északkeleti határa, a Toll-öböl fekszik.

## Kutatástörténete
Az 1740-es években, a nagy északi expedíció alatt, Nyikifor Fomin elérte a Baer-szigetet és épített egy kunyhót téli menedék gyanánt. A következő években Szemjon Ivanovics Cseljuszkin és Hariton Prokofjevics Laptyev expedíciója is erre haladt el. A Tajmir-öblöt és szigeteit Alexander von Middendorff is érintette 1842–1845 között tartó szibériai expedíciója során. A Baer-sziget volt a legészakibb pont, amelyet felkeresett, mielőtt délre, a folyó torkolata felé indult volna 1843 augusztusában. Eduard von Toll báró az utolsó expedícióján, az 1900–1903-as Orosz Sarki Expedícióján, az öböl szája térségében kutatott. Toll megtalálta a kvarc-sziklát a Baer-szigeten, amelyet Middendorff írt le és megtalálta Nyikifor Fomin kunyhójának maradványait is.

## Szigetek
Az öbölben számos sziget található, ezek közül a legjelentősebbek:
- Baer-sziget (остров Бера /Osztrov Bera/) A 3,5 km hosszú sziget az öböl közepén helyezkedik el, körülbelül 13 km-re a Kara-tengertől. A sziget a nevét Karl Ernst von Baer után kapta, az 1830 és 1840 között a sarki meteorológia területén végzett kutatásainak elismeréseként.
- Cseljuszkin-sziget (остров Челюскина /Osztrov Cseljuszkina/) A sziget az öböl bejáratánál helyezkedik el. A sziget a nevét Szemjon Ivanovics Cseljuszkin orosz tengerésztisztről, aki 1741-ben fedezte fel a Tajmir-félsziget partvidékét.
- Fomin-sziget (остров Фомина /Osztrov Fomina/) A 11,5 km hosszú és 3,7 km széles sziget a torkolat mélyén helyezkedik el, és a Tajmir folyó utolsó szakaszát két ágra osztja. A sziget a nevét Nyikifor Fomin orosz felfedezőről kapta.
- Hordalékos szigetek (Наносные острова /Nanosznije osztrova/) 4 kisebb sziget, melyek közül a legnagyobb 5 km hosszú és 2 km széles. Közvetlenül a folyó torkolatánál helyezkednek el.

## Fordítás
- Ez a szócikk részben vagy egészben  a   Taymyr Gulf című angol Wikipédia-szócikk ezen változatának fordításán alapul.  Az eredeti cikk szerkesztőit annak laptörténete sorolja fel. Ez a jelzés csupán a megfogalmazás eredetét és a szerzői jogokat jelzi, nem szolgál a cikkben szereplő információk forrásmegjelöléseként.
- Ez a szócikk részben vagy egészben  a(z)   Таймырский залив című orosz Wikipédia-szócikk ezen változatának fordításán alapul.  Az eredeti cikk szerkesztőit annak laptörténete sorolja fel. Ez a jelzés csupán a megfogalmazás eredetét és a szerzői jogokat jelzi, nem szolgál a cikkben szereplő információk forrásmegjelöléseként.